# NGC 7385
NGC 7385 est une vaste galaxie elliptique située dans la constellation de Pégase. Sa vitesse par rapport au fond diffus cosmologique est de 7 479 ± 28 km/s, ce qui correspond à une distance de Hubble de 110,3 ± 7,7 Mpc (∼360 millions d'al). NGC 7385 a été découverte par l'astronome germano-britannique William Herschel en 1784.

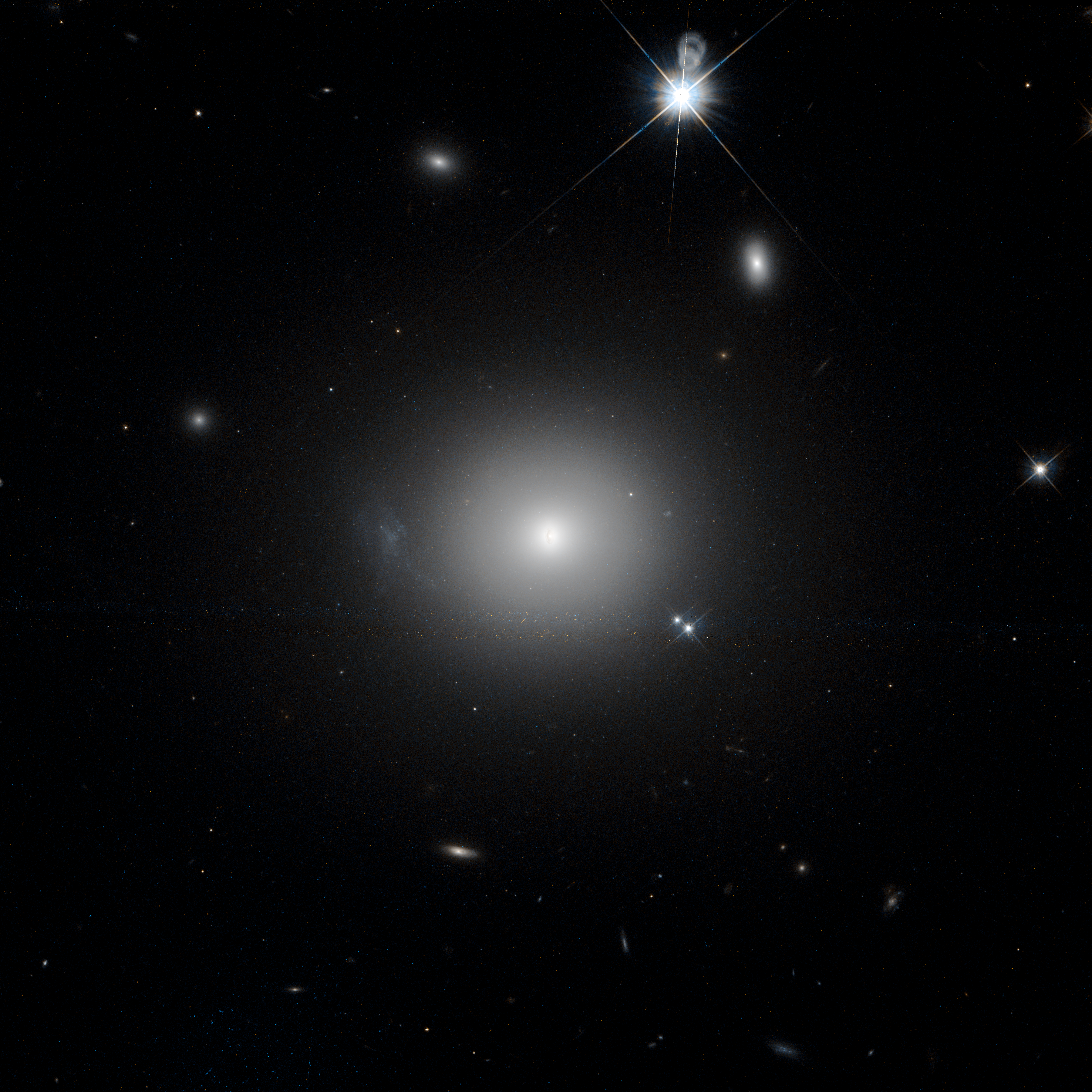
NGC 7385 par le télescope spatial Hubble.

Selon la base de données NASA/IPAC, NGC 7385 est une radiogalaxie à spectre continu (Flat-Spectrum Radio Source), ainsi qu'à faible intensité d'excitation (LERG, low-excitation radio galaxy). Selon la base de données Simbad, NGC 7385 abriterait également un quasar (4C 11.71).
À ce jour, neuf mesures non basées sur le décalage vers le rouge (redshift) donnent une distance de 111,556 ± 69,598 Mpc (∼364 millions d'al), ce qui est à l'intérieur des valeurs de la distance de Hubble en raison de la grande incertitude de cette valeur.

## Paire de galaxies et groupe de WBL 688

### Paire de galaxies

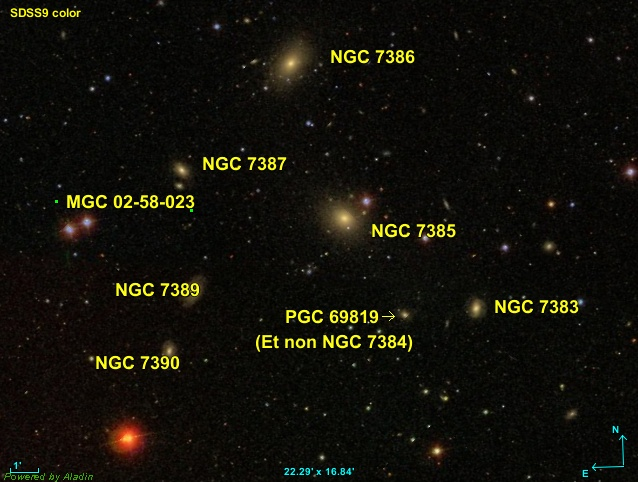
Plusieurs galaxies dans cette région du ciel forment sans doute un groupe de galaxies.

En se basant sur un livre publié en 1976, la base de données NASA/IPAC mentionne que NGC 7383 forme une paire avec la galaxie NGC 7385. La distance de Hubble de cette dernière est égale à 110,31 ± 7,73 Mpc (∼360 millions d'al). Il est donc possible que ces deux galaxies forment une paire réelle.

### Groupe WBL 688
Un catalogue de 732 groupes de galaxies rapprochés et pauvres en membres a été publié en mai 1999 par Richard A. White, Mark Bliton, Suketu P. Bhavsar, Patricia Bornmann, Jack O. Burns, Michael J. Ledlow et Christen Loken. La désignation employée pour les groupes de ce catalogue est WBLxyz-abc, où xyz correspond au numéro du groupe et abc à celui de la galaxie. Cependant, l'identification de type abc de la galaxie est souvent absente. Le catalogue indique aussi les coordonnées du groupe et le nombre de membres de celui-ci.

Comme le montre l'image du relevé SDSS, il y a cependant plusieurs galaxies dans la même région de la sphère céleste que NGC 7385. Les distances de Hubble de ces galaxies sont 
- NGC 7383 : 111,58 ± 7,82 Mpc (∼364 millions d'al)[1]
- NGC 7385 : 110,31 ± 7,73 Mpc (∼360 millions d'al)[9]
- NGC 7386 : 102,51 ± 7,19 Mpc (∼334 millions d'al)[10]
- NGC 7387 : 99,55 ± 6,98 Mpc (∼325 millions d'al)[11]
- NGC 7389 : 111,58 ± 7,84 Mpc (∼364 millions d'al)[12]
- NGC 7390 : 117,58 ± 8,24 Mpc (∼383 millions d'al)[13]
- PGC 69819 : 102,46 ± 7,19 Mpc (∼334 millions d'al)[14]
- MCG 02-58-023 : 108,96 ± 7,69 Mpc (∼355 millions d'al)[14]

En consultant la base de données NASA/IPAC, on se rend compte que toutes ces galaxies, sauf la dernière, font partie du groupe WBL 688.
Les distances de ces huit galaxies se trouvent toutes à l'intérieur des limites de 108,1 ± 6,0 Mpc (∼353 millions d'al), la moyenne et l'écart type des distances de ces galaxies. Ces galaxies pourraient donc former un groupe de galaxies de huit membres. Cependant, l'article de White et al. mentionne que ce groupe renferme seulement six galaxies et malheureusement, la désignation de celles-ci n'est pas identifiée.

## Supernova
La supernova SN 2005er a été découverte le 29 septembre 2005 par les membres du programme LOSS (Lick Observatory Supernova Search) de l'observatoire Lick. D'une magnitude apparente de 18,7 au moment de sa découverte, elle était de type Ia-pec.
Une deuxième supernova, SN 2009ld, a été découverte par E. Sanders et J. Holtzman de l'observatoire d'Apache Point dans une galaxie voisine plus petite. Cette galaxie est située au nord-ouest de NGC 7385 (plus précisément à environ 136 secondes d'arc du centre de celle-ci.